# Parkeringsförbud

Svensk och europeisk parkeringsförbudsskylt

Parkeringsförbudsskylt i USA

Ett parkeringsförbud är ett förbud mot parkering på en viss plats. Parkeringsförbud tillåter, till skillnad från stoppförbud, fordon att stanna för av- och påstigning, lastning och lossning.

## Sverige
Allmänt parkeringsförbud finns på flera platser. Enligt svensk lag råder det bland annat på huvudled, och på gångfartsområde. Parkeringsförbud på särskilda platser markeras med vägmärke. Framför garageportar råder parkeringsförbud även om det inte skyltas.
Datumparkering innebär att parkeringsförbudet växlar mellan en gatas sidor.
Med lastning och lossning menas inte att bära föremål mellan fordon och fastighet. Med lastning och lossning menas i princip samma sak som att packa i eller ur bilen. Avbrott i lastning eller lossning får inte ske. Motsvarande gäller vid av- och påstigning. Man får gå till en lägenhet och hämta eller lämna en person, men det måste gå ganska snabbt.